# Вучи дел
Вучѝ дел (на сръбски: Вучи Дел или Vuči Del) е село в Западните покрайнини, община Бабушница, Пиротски окръг, Сърбия. В 2002 година селото има 171 жители, от които 85 българи, 53 сърби, 13 югославяни и 1 друг.

## География
Селото е разположено по склоновете на планината Руй. Състои се от махалите Село, Крушаре, Бачева, Столска, Валошка и Просище.

## История
Според местни предания най-стара е махалата Столска, основана от преселници от лужнишкото село Стол. Основатели на останалите махали били жители на Божица, Туроковци, Зелениград и други села.
В регистър на войнушките бащини от 1606 година се споменават три бащини от Вучйе дол, каза Шехиркьой – на Никола Радослав, на Степан Войн и на Радивой Лалчин.
Традиционният поминък на местните жители в миналото е скотовъдството и дюлгерството, което упражняват в Северна България, Тимошко, Добруджа.
В Княжество България селото е включено в Трънска околия, Трънски окръг. При избухването на Балканската война в 1912 година един човек от Вучи дел е доброволец в Македоно-одринското опълчение.
От ноември 1920 година до април 1941 година и от 1944 година Вучи дел е в състава на Сърбия (Кралство на сърби, хървати и словенци, Югославия). През 1925-1939 и през 1945-1948 година голяма част от жителите на селото намират работа в каменовъглената мина „Ерма“, както и в мина „Нова Ерма“ в съседното село Ракита, работила през 1954-1963 година в съседното село Ракита.

## Личности
Родени във Вучи дел
- Младен Радивоев, македоно-одрински опълченец, четата на Георги Мяхов[4]
- Никола Гигов (1937 - 2016), български писател.